# Regierungsbezirk Karlsruhe
| Oversigtskort      |                   |
|                    |                   |
| Statistik          |                   |
| Delstat:           | Baden-Württemberg |
| Hovedstad:         | Karlsruhe         |
| Areal:             | 6,919.17 km²      |
| Indbyggere:        | 2,727,733 (2004)  |
| Befolkningstæthed: | 390 inh./km²      |
| Kort               |                   |
|                    |                   |

Karlsruhe er en af de fire administrative distrikter (Tysk: regierungsbezirk) i Baden-Württemberg, Tyskland, som ligger i den nord-vestlige del af delstaten Baden-Württemberg, og i den syd-vestlige del af Tyskland.
| Landkreise                                                                                                | Kreisfri byer                                                      |
| --- | ------------------------------------------------------------------ |
| 1. Calw 2. Enz 3. Freudenstadt 4. Karlsruhe 5. Landkreis Neckar-Odenwald 6. Rastatt 7. Rhein-Neckar-Kreis | 1. Baden-Baden 2. Heidelberg 3. Karlsruhe 4. Mannheim 5. Pforzheim |

49°00′N 8°30′Ø / 49°N 8.5°Ø
|  | Infoboks uden skabelon Denne artikel har en infoboks dannet af en tabel eller tilsvarende. |